# 世界の侵略的外来種ワースト100
世界の侵略的外来種ワースト100（せかいのしんりゃくてきがいらいしゅワースト100, 100 of the World's Worst Invasive Alien Species）とは、国際自然保護連合（IUCN）の種の保全委員会が定めた、本来の生育・生息地以外に侵入した外来種の中で、特に生態系や人間活動への影響が大きい生物のリストである。
以下に指定された生物を列挙する。また、日本の外来生物法による位置づけも併記する。

## 哺乳類
| 和名・学名 外来生物法上の位置付                       | 出自・原産地               | 被害の現状 | 画像 |
| ----------------------------------------------------- | -------------------------- | --- | ---- |
| アカギツネ Vulpes vulpes                              | ヨーロッパ                 | オーストラリアなど旧イギリス領にキツネ狩り用に移入された。移入地域の生態系は中-大型肉食獣を欠くため食物連鎖ピラミッドの頂点に君臨し、壊滅的な被害を与える。日本在来のホンドギツネ、キタキツネは本種の亜種扱いのため、外来生物法上での指定はされていない。 |      |
| アカシカ Cervus elaphus 特定外来生物                  | ヨーロッパ 中東 北アフリカ | オセアニアや南アメリカに狩猟動物として移入された。オセアニアでは大型肉食獣といった天敵を欠くため一方的に増殖する。また南米においては現地の固有種を圧迫している。なお北アフリカ産亜種は絶滅危惧種指定されている。 |      |
| アナウサギ Oryctolagus cuniculus                      | 家畜 （ヨーロッパ）        | オーストラリアに狩猟動物として移入され、天敵不在の同地で多産性にモノを言わせ、爆発的に増殖した。オーストラリア産有袋類には本種が原因で絶滅した種が多くいる。 |      |
| イエネコ Felis catus                                  | 家畜 （北アフリカ）        | 大航海時代に船倉のネズミを駆除するために人間に連れられ、離島等に放逐され野生化。キツネ同様食物連鎖ピラミッドの頂点に君臨する。また離島に多い飛べない鳥を脅かす。 |      |
| イノシシ ブタ Sus scrofa                              | 家畜 （ユーラシア全域）    | ヨーロッパイノシシと訳す資料もあるが正確にはブタ。西欧諸国が植民地化した大洋に散在する離島に放逐され再野生化。雑食性で何でも口にする貪欲さを有し、しかも多産ゆえ脆弱な離島の生態系に致命的なダメージを与えている。 |      |
| オコジョ Mustela erminea                              | 北半球の温帯から寒帯       | 毛皮動物として養殖されるが、おりおり養殖場から逃げ出したり養殖場が放棄されたりして野生化する。肉食性であり、キツネやネコと同様の問題を抱える。 |      |
| カニクイザル Macaca fascicularis 特定外来生物         | 東南アジア                 | サモアやフィジーで野生化、果物を食害。本種を含むマカク属のサルは、人間に近縁で安価なので実験動物に多用されるが、人にも伝染する可能性の高い未知の病原体を宿す指摘がされている。外来生物法で特定指定を受けるまでは、日本にも多数の個体が輸入されていた。 |      |
| クマネズミ Rattus rattus                              | 衛生害獣 （東南アジア）    | ネコと同じく大洋の離島に定着。離島には地上営巣性の鳥類が多く、また海鳥も絶海の孤島の地表へ営巣するため、本種の侵入により卵やヒナが食害される。日本では北硫黄島のウミツバメ繁殖地が本種により壊滅した。人に対しても建築物に侵入して電線などをかじり停電や火事を起こす、感染症を持ち込むなど多くの被害をもたらすうえ、殺鼠剤への耐性を獲得した個体も出現している。 |      |
| フイリマングース Herpestes auropunctatus 特定外来生物 | 東南アジア                 | ネズミや毒ヘビ駆除目的で世界各地の温暖な島々へ移入されたがそれらを捕食するのは稀で、もっぱら他の地域固有の動物を捕食する。そうした小動物は本種に対する防衛を知らないので簡単に捕食され、生態系のバランスが崩れ問題化する。かつてはジャワマングース（Herpestes javanicus）として分類されていた。                                                                  |      |
| トウブハイイロリス Sciurus carolinensis 特定外来生物  | 北アメリカ                 | イギリスや南アフリカに移入。年一化性のリスには珍しく年二化性であるため瞬く間に増殖。イギリスでは在来種が駆逐された。またナッツ類を食害、樹皮を剥ぐなどの農林業害獣でもある。 |      |
| ヌートリア Myocastor coypus 特定外来生物              | 南アメリカ                 | 軍隊の防寒服用毛皮を得るため飼育されたが、第二次大戦後需要が激減し放棄され野生化。移入先生態系はワニのような大型肉食獣を欠くため一方的に増殖し、農産物を食害し河川堤防を破壊する。日本では水田の畦を破壊する。 |      |
| ハツカネズミ Mus musculus                             | 衛生害獣 汎存種            | ほぼ世界中に定着している。クマネズミと同じで、人間に伴い海洋島に侵入。現地で繁殖している地上営巣性の海洋鳥の繁殖を阻害する。南大西洋のゴフ島に例がある。 |      |
| フクロギツネ Trichosurus vulpecula 特定外来生物       | オーストラリア             | 天敵のいないニュージーランドに移入され、同地で大増殖し問題を起こしている。原産地では保護動物に指定されているが、家屋に営巣し糞や尿の害をあたえることがかなりある。 |      |
| ヤギ Capra hircus                                     | 家畜 （中央アジア）        | ブタ同様大洋に散在する離島に放されて野生化。ブタより本種が移入された島の方が多い。あらゆる草木を食べ尽くす貪欲さで生態系を破壊する。日本では小笠原諸島や尖閣諸島の魚釣島がその典型。 |      |

## 鳥類・爬虫類・両生類
| 和名・学名 外来生物法上の位置付                         | 出自・原産地                | 被害の現状 | 画像 |
| ------------------------------------------------------- | --------------------------- | --- | ---- |
| インドハッカ Acridotheres tristis                       | インド 中央アジア           | ムクドリ科特有の集団ねぐらを形成し、就寝時に鳴き騒ぎ多量の糞を落とす都市害鳥。また農作物も食害する。温度変化に強く亜寒帯以南の世界全域に定着しており、害虫駆除用に移入されたオーストラリアでは猛烈な勢いで分布を拡大している。日本では南西諸島でときおり観察され、外来生物法上での指定は見送られている。もっともその個体が台湾から渡ってきたのか、それとも飼い鳥が逃げ出したのかは判然としない。 |      |
| シリアカヒヨドリ Pycnonotus cafer 特定外来生物          | 中国南西部-インド           | ハワイ、フィジーといった離島に定着しており、営巣場所を占拠するなどして固有種鳥類の繁殖を阻害するので問題となっている。また果樹などを食害もする。 |      |
| ホシムクドリ Sturnus vulgaris                           | ヨーロッパ                  | 原産地でも問題になっている都市害鳥。都市害鳥としての性質はインドハッカに準ずるが、北半球では本種の方が悪名高い。同じく移入された北アメリカでは被害はさらに深刻度を増している。日本にも渡りをしてくる個体が若干ながらいるため、日本では在来鳥類扱いとなり外来生物法上での指定は見送られている。                                                                                                   |      |
| アカミミガメ Trachemys scripta 要注意外来生物           | アメリカ 中部-南部          | アメリカ合衆国内で愛玩用に大量に増殖されており、これらが世界各国に輸出されている。汚水に強いので汚染水域で単一的優先種となり問題化する。日本では在来種との交雑は確認されていない。なお原産地では逆にペット用の乱獲や生息地の環境変化で野生の個体は激減しており、保護動物に指定されている。 |      |
| ミナミオオガシラ Boiga irregularis 特定外来生物         | オセアニア                  | オセアニアにあるアメリカ軍基地から、軍需物資に混じって非意図的に世界各地に移入されたと考えられている。移入先が離島の場合、被害は深刻でグアム島では固有種のコウモリと鳥類の大半が本種により絶滅している。 |      |
| ウシガエル Rana catesbeiana 特定外来生物                | カナダ南東部-メキシコ北東部 | 食用として世界各国に移入され、そこから野生化。巨大なカエルで、その巨体を維持するため食欲旺盛であり、共食いに至ることもある。水質汚濁に対しても強いが、低温には弱い。 |      |
| オオヒキガエル Bufo marinus 特定外来生物                | アメリカ合衆国南部-南米     | サトウキビの害虫駆除のために熱帯域に移入された。体が大きい上に繁殖力が強く、有毒種なので天敵がいない。また海水に対する耐性がある。特に離島で爆発的に増加しており、固有種昆虫を食い尽くしている。ただし侵入して80年近く経つオーストラリアでは、ワニなどの天敵も本種に対する防衛措置を学習しており、クイーンズランド州ではマスコット扱いされるなど、その扱いは変わってきている。                   |      |
| コキーコヤスガエル Eleutherodactylus coqui 特定外来生物 | プエルトリコ                | 離島産固有種が侵略的外来種となった珍しい例。観賞用植物に付着した個体が野生化したと考えられている。オタマジャクシを経ず直接子ガエルを産む特異な繁殖様式を有し、水面を欠く環境でも繁殖が可能。もともとカエルのいないハワイで大繁殖し、固有昆虫種の絶滅が懸念されている。その一方で原産地では国民的な人気を有している。                                                                             |      |

## 魚類
| 和名・学名 外来生物法上の位置付                                 | 出自・原産地                     | 被害の現状 | 画像 |
| --------------------------------------------------------------- | -------------------------------- | --- | ---- |
| ウォーキングキャットフィッシュ Clarias batrachus 要注意外来生物 | 東南アジア-インド                | 食用にアジア各地で養殖されている。名前のウォーキングは渇水時に陸上を移動する姿に由来する。その生態からわかるように生命力が強く、底生の肉食魚であるため生態系を大きく攪乱することが指摘されている。 |      |
| オオクチバス Micropterus salmoides 特定外来生物                 | 北アメリカ                       | いわゆる「ブラックバス」であり、日本でもっとも問題とされる移入外来魚。貪欲な食欲は他の侵入種と共通するが、汚水環境には弱い。 |      |
| カダヤシ Gambusia affinis 特定外来生物                          | アメリカ合衆国ミシシッピ川水系   | カの幼虫ボウフラを捕食するとされ世界各地に移入されたが、実際にはそれほど捕食しない。環境適応力が強く、水質汚濁にも強い。胎生のため稚魚の生存率が高く、かつ成熟も早いことから在来の小型淡水魚を駆逐する。 |      |
| カワスズメ Oreochromis mossambicus 要注意外来生物               | アフリカ熱帯域                   | 養殖魚として近縁種と共に世界中に移入された（商業名はティラピア）。稚魚を口の中で保護するため、稚魚の生存率が高く天敵のいない環境では非常に増え在来魚を駆逐する。環境変化にも強く、移入先では海水に馴化した系統まで現れている。ただし低温には弱く、熱帯・亜熱帯を除けば冬季の低水温により死滅することが多い。 |      |
| コイ Cyprinus carpio                                            | ユーラシア大陸                   | 汚染に強く雑食性で何でも食べ低温にもよく耐える。30cmを超す大きさに育つので天敵が少なく、淡水水域の水底における単一優占種と化す。移入された北アメリカでは泥臭いという理由で食用にされず、爆発的に個体数を増やしている。                                                                                       |      |
| ナイルパーチ Lates niloticus 要注意外来生物                     | アフリカ熱帯域                   | ヴィクトリア湖の悲劇で悪名高い魚で、200種以上の固有種が本種に食害され絶滅に追いやられたとされる。一方で洋の東西を問わず白身の肉が高く評価されているのでアフリカ各地で養殖されており、水産資源として重要視されている。                                                                                        |      |
| ニジマス Oncorhynchus mykiss 要注意外来生物                     | 北アメリカおよびカムチャッカ半島 | 肉食性で体長の1/3に及ぶ獲物まで捕食する貪欲さを有し、その貪欲さで渓流における食物連鎖の頂点に君臨し、移入先の生態系を攪乱する。日本でも長年に亘り多数放流されており、北海道知床半島などの一部地域で定着しているものの、多くの地域では定着していない。                                                        |      |
| ブラウントラウト Salmo trutta 要注意外来生物                    | ヨーロッパ                       | 肉食性で貪欲なところはニジマスに同じ。ニジマスと異なり日本では北海道に定着しており、現地の湖や渓流では本種の単一優占種化が進んで問題になっている。原産地では水系により異なる亜種に分化しており、一部は絶滅危惧種である。                                                                                     |      |

## 節足動物
| 和名・学名                                                 | 出自・原産地                                    | 被害の現状 | 画像 |
| ---------------------------------------------------------- | ----------------------------------------------- | --- | ---- |
| チュウゴクモクズガニ Eriocheir sinensis 特定外来生物       | 中国の長江流域                                  | ヨーロッパや北アメリカへ進入しており、欧米の在来種と異なり陸上移動ができるため、侵入以降瞬く間に分布を拡大し在来種を駆逐した。アメリカでは本種に関わる一切の商取引が禁止されている。なお高級食材として知られる上海蟹は本種である。 |      |
| ミドリガニ Carcinus maenas 要注意外来生物                  | ヨーロッパ                                      | バラスト水を通じて世界中に広まった。低酸素環境に強く、浚渫により深度の増した港湾は本種に絶好の環境を提供する。また冬季に産卵、孵化するといった他のカニと競合しない生活史を有することも本種が一方的に個体数を増やす要因となっている。 |      |
| アシナガキアリ Anoplolepis gracilipes                      | 不明 （アジアかアフリカか）                     | 邪魔な相手を見境無く攻撃するため、攻撃を受けた生物は仔や卵を殲滅されたりして絶滅に至り、侵入地域の生態系が貧弱化する。またカメムシ目吸汁昆虫を保護する習性があり、間接的に農業害虫となる。本種は当リスト中の熱帯産アリの中で最も分布が広い。被害が大きいのは太平洋やインド洋の離島で、クリスマス島では固有の鳥類や特産のアカガニの絶滅が危惧されており、アフリカマイマイの侵入を阻止していたこのカニの個体数減少によりアフリカマイマイ侵入が懸念されている。                                                                                  |      |
| アノフェレス・クァドリマクラタス Anopheles quadrimaculatus | 北アメリカ                                      | ハマダラカの一種で水田のような環境を好む。マラリアはむろんのこと、各種伝染病を媒介する。ヒトのみならず、イヌに対しても犬糸状虫を媒介する指摘がされている。アメリカ合衆国は過去に一度マラリアの根絶に成功したのだが、近年再び病人が出ており本種が媒介した可能性が高いとされている。著名なマラリアの運び屋ガンビエハマダラカ（Anopheles gambiae）のような他のハマダラカはもっぱら熱帯産で低温環境に対する耐性がないのだが、本種は温帯産なので越冬が可能であり、他の温帯地域に侵入した場合、その地域にマラリアが蔓延する危険性が指摘されている。 |      |
| アルゼンチンアリ Linepithema humile 特定外来生物           | アルゼンチン ウルグアイ パラグアイ ブラジル南部 | 建築物に好んで営巣し、巣の周囲にいる生き物はヒトも含めて見境なく攻撃される。特に他種のアリについてはこれを殺戮し根絶するので侵入地域からは在来種のアリが消える。多女王性で頻繁に分巣するとともに、放浪性が強いので一箇所に留まらず駆除は困難を極める。侵入地域では半径100km におよぶ巨大コロニーを形成することでも知られている。 |      |
| イエシロアリ Coptotermes formosanus                        | 中国南部                                        | 種小名にformosanus（台湾の）とあるが実際の原産地は中国南部と考えられている。家屋などの建築物を食害する。熱帯産なので、天敵のいない南方の離島などに侵入した場合の被害はことさら甚大で、日本では八重山諸島や小笠原諸島がその典型例を示している。ハワイではイオラニ宮殿など歴史的建築物にまで被害が及んでいる。 |      |
| キナラ・カプレッシ Cinara cupressi                         | チリ アルゼンチン                               | アブラムシの一種。中米、アフリカ、ヨーロッパ、中東、モーリシャスに侵入しており、イトスギ属、ビャクシン属に寄生して吸汁しこれらを立ち枯らす。これら2属の針葉樹には一般に害虫があまり付かないため、庭園樹としてよく栽培されるが、本種はその前提を覆す園芸害虫となっている。乾燥に強く湿気に弱いという性質を有する。 |      |
| キオビクロスズメバチ Vespula vulgaris                      | ユーラシア大陸全域                              | 日本にも分布している地下営巣性のクロスズメバチ。本来攻撃性はあまり強くないのだが、人為移入された北米では餌の多くをヒトに頼っているため本種による刺傷被害が多発している。またオーストラリアでは多女王性、多年営巣性へと進化し、成虫数3,000,000-4,000,000頭といった巨大な巣を作るようになっている。 |      |
| コカミアリ Wasmannia auropunctata 特定外来生物             | 中米 キューバ                                   | 英名は Electric ant。サトウキビやカカオの吸汁害虫を保護するので、原産地でも忌み嫌われている熱帯性アリ。しかし他のカカオの害虫は駆除するので、カメルーンのように歓迎している地域もある。ガラパゴス島へ侵入しており、海鳥のヒナや固有種であるゾウガメやイグアナの仔が攻撃され殺されるといった被害が相次いでいる。本種もヒアリ同様アルカロイド系の毒と毒針を有している。 |      |
| タバココナジラミ Bemisia tabaci                            | アメリカ                                        | シラミとあるが実際にはウンカの仲間。トマト、ワタ、サツマイモといった農作物を吸汁し、さらにはこれらにウイルス病を感染させる大害虫。農作物の苗などを通じて世界中に広まったと考えられている。虫体が微小なため侵入を防止しにくく、通年繁殖し、ライフサイクルも短いので農薬に対する抵抗性もすぐ獲得する。 |      |
| ツヤオオズアリ Pheidole megacephala                        | おそらく南部アフリカ                            | 本リストに挙げられたアリの中でアシナガキアリと並んで分布域が広く、すでに世界中の熱帯に広まっている。英語での別名 lion ant の名の通り非常に凶暴な性格を有しており、本種が侵入した地域では目に見えて植物相が貧弱化する。また電気系統に引き寄せられる性質があり、電話線などが噛み切られる。 |      |
| ツヤハダゴマダラカミキリ Anoplophora glabripennis          | 中国 朝鮮半島                                   | 幼虫は広葉樹ならほぼ全ての樹種に穿孔し内部を食害する。穿孔された木は樹勢が弱まる、酷い場合は枯死するといった被害を受ける。アメリカ合衆国に侵入し、厄介な林業害虫となっている。日本に産するゴマダラカミキリは本種の近縁種で、性質はほぼ同じ。 |      |
| ヒアリ Solenopsis invicta 特定外来生物                     | 南アメリカ・アマゾン川流域                      | 英名をFire ant（ファイアーアント）と称するが、この名で呼ばれる種には中米産種もあるので、特に本種を指す場合はRIFA（Red Imported Fire Ant）と称する。リストにある他の熱帯産アリに習性を同じくするが、本種はアルカロイド系の毒液を仕込んだ毒針を有しており、これで相手を刺すので被害が大きい。アメリカ南部、フィリピン、台湾、中国南部に定着している。 |      |
| ヒトスジシマカ Aedes albopictus                            | 東南アジア-東アジア                             | 俗に言うヤブカ。元来熱帯性だが、冬眠できるので温帯や亜寒帯にまで分布を広げている。おそらくは東アジアから北米へ輸出された古タイヤの雨水に潜んでいたボウフラがアメリカ東部に定着し、10年経たないうちにそこから欧州、中南米、中東に分布を広げた。西ナイル、チクングニア熱、黄熱、デング熱などの熱病を媒介するうえに、犬糸状虫の運び屋でもある。 |      |
| ヒメアカカツオブシムシ Trogoderma granarium                | 南アジア                                        | 典型的な貯穀害虫。高温かつ乾燥した環境で爆発的に増殖するが、低温環境下も冬眠で乗り切るのでひとたび倉庫などにはびこると根絶は不可能。いまではタイとインドネシアを除いたアフリカからアジアにかけての熱帯域全ての国に分布している。オセアニア諸国への食品持込には厳しい制限があるが、その理由の一つに本種の侵入に対する警戒がある。 |      |
| マイマイガ Lymantria dispar                                | ユーラシア大陸の温帯域                          | 幼虫は広葉樹、針葉樹、草本を区別なく食い尽くす森林害虫で、定期的に異常発生を繰り返すことで知られる。原産地では天敵によりやがて異常発生が収束するが、天敵のいない北アメリカに侵入した一群の異常発生は止むところがなく、問題になっている。 |      |
| セルコパジス・ペンゴイ Cercopagis pengoi                   | 黒海、カスピ海                                  | オオメミジンコ科の1種。元々塩水性だが塩分濃度に対する耐性が強く、淡水でも生存、繁殖が可能。バラスト水を通じ旧ソ連の黒海から東ヨーロッパの淡水系に侵入したほか、アメリカ合衆国の五大湖にも侵入した。個体数を増やすことでエサである在来の植物性プランクトンを大量に消費し、競合する在来の動物性プランクトンや小魚を圧迫、さらにプランクトン食性の魚類の新たなエサになりこれらを異様に増やすなど、生態系に多大な影響を与えている。長い枝角を有しており、これが魚網の目を詰まらせるなどの漁業被害も出ている。                                     |      |

## 軟体動物
| 和名・学名                                                                | 出自・原産地       | 被害の現状 | 画像 |
| ------------------------------------------------------------------------- | ------------------ | --- | ---- |
| アフリカマイマイ Achatina fulica 要注意外来生物                           | 東アフリカのサバナ | 当リスト中、知名度ではヤギやブタに並ぶ。食用として世界中に移入されたものが野外に逸出。その巨体から侵入地域には天敵がほとんどおらず、猛烈な繁殖力で増加し農作物を食い荒らす。さらには広東住血線虫の中間宿主であることが判明し、今では世界中の国々で生体の移動や持込が禁止されている。さらに、本種の駆除を目的として導入され失敗した結果、このリストに記載されることになった生物が2種もある。          |      |
| カワホトトギスガイ Dreissena polymorpha 特定外来生物                      | カスピ海、黒海     | バラスト水を介してアメリカの五大湖やヨーロッパの河川に侵入。水中に根を降ろしたあらゆるものに付着する性質があり、大発生して発電所の取水管などを詰まらせるなどする。他の二枚貝の殻上にまで付着し、付着された方の貝は窒息死する。大量の植物性プランクトンを消費するので水質浄化に寄与する一面を有するが、これはすなわち生態ピラミッドの底辺を大きく変動させることになるので生態系に大きな影響を与える。 |      |
| スクミリンゴガイ Pomacea canaliculata 要注意外来生物                      | 南米ラプラタ川水系 | 日本ではジャンボタニシの別名があるが、分類学上ではタニシとは遠縁。食用目的で各地に移入されたが失敗に終わり、放棄された養殖場から逸出。卵や幼貝の致死率を低く抑える繁殖戦略をとっているので、天敵のいない地域では爆発的に増殖する。アジアでは特に水田で大発生し、イネを食害するなどの被害が出ている。またアフリカマイマイに同じく広東住血線虫の宿主でもある。                                         |      |
| ヌマコダキガイ Potamocorbula amurensis                                    | 環日本海域         | 汽水性の二枚貝。バラスト水を介してサンフランシスコ湾に侵入し、いまでは海底の単一優先種と化している。動物性プランクトンを大量に消費し、侵入地域の生態系が崩壊する。日本在来種であるため外来生物法での指定はされていない。日本では希少種である。 |      |
| ムラサキイガイ（チレニアイガイ） Mytilus galloprovincialis 要注意外来生物 | 地中海沿岸         | いわゆるムール貝の一種。海中に体を固定し、海水をろ過して微生物などをエサとするので、汚水浄化に役立つ一面を持つ。しかしその性質から汚水環境には強く、また繁殖力も高い。さらに人工物に好んで付着する性質があり、都市部の港湾などでは単一優先種化し、大発生して発電所の取水管を詰まらすなどする。船底などに付着して世界中に広まった。                                                                   |      |
| ヤマヒタチオビ Euglandina rosea 特定外来生物                              | アメリカ南東部     | 肉食性のカタツムリで、アフリカマイマイを駆除するため、世界各地、特に大洋の離島に導入された。しかし本種が導入された地域ではアフリカマイマイが減ることはなく、代わりに離島産の固有種カタツムリが激減し、ハワイやタヒチではかなりの種が絶滅した。人間の意図に沿わなかったがゆえにリストに掲載されたこの経緯はマングースに似る。                                                                         |      |

## その他の脊椎動物以外の有体腔動物
| 和名・学名                                                         | 出自・原産地                   | 被害の現状 | 画像 |
| ------------------------------------------------------------------ | ------------------------------ | --- | ---- |
| キヒトデ（ヒトデ） Asterias amurensis                              | 北太平洋                       | 北海道以南の浅海から海岸の岩礁から砂泥底に広く生息する。日本でもホタテガイやアサリなどの漁業資源を捕食するため、しばしば駆除の対象となるほどであり、ヨーロッパやオーストラリアなど天敵のいない地域では猛烈に増え、在来の二枚貝類を食い尽くすなど猛威をふるっている。天草諸島など一部の地域で卵巣を食用とするほか、発生の実験に使用されるなど以外に利用はされず、多くは邪魔者として扱われている。 |      |
| ニューギニアヤリガタリクウズムシ Platydemus manokwari 特定外来生物 | ニューギニア                   | アフリカマイマイ駆除の最後の切り札として導入された。ヤマヒタチオビと異なりアフリカマイマイの個体数が激減した小笠原諸島父島のような例もあるが、その副作用としてヤマヒタチオビのそれと同じ弊害が出たのでリスト入り。本種による固有種カタツムリの絶滅種数はヤマヒタチオビのそれによるものをはるかに越えている。 |      |
| ムネミオプシス・レイディ Mnemiopsis leidyi 要注意外来生物          | 北米から南米にかけての大西洋岸 | ツノクラゲの1種。バラスト水に混入することで貨物船などによって非意図的に世界各地の温暖な海域に分布を拡大している。外来種としての最初の記録は1980年代の黒海であり、その後地中海、アゾフ海、マルマラ海、1990年代にはカスピ海で、2000年代になってもバルト海や北海で続々と新たな定着が報告されている。大量発生することで動物プランクトンが減少し、それらを捕食する魚類や海洋哺乳類に影響を与えるなど、生態系へ深刻な被害を生じさせている。一方で、動物プランクトンの餌となる植物プランクトンの増加を引き起こしているとの指摘もある。混獲による漁業被害も問題になっている。最初に侵入が確認された黒海では一時期本種による生態系の貧困化が進んだが、その後天敵のクシクラゲが同様にバラスト水を介して侵入したことで個体数を激減させ、2017年の時点は落ち着いている。 |      |

## 水生植物
| 和名・学名                                             | 出自・原産地                                                                 | 被害の現状 | 画像 |
| ------------------------------------------------------ | ---------------------------------------------------------------------------- | --- | ---- |
| イチイヅタ（イワヅタ） Caulerpa taxifolia              | アフリカ熱帯海域                                                             | 原産地は熱帯の海域。1980年代初頭にモナコ水族館周辺で地中海への侵入が確認された。同水族館の水槽に植栽されていた株から逸出したもので、同館内で殺菌ライトを何度も浴びたせいで突然変異を起こしており、本来なかったはずの毒性と耐寒性を備えた。わずか10年足らずで東欧のアドリア海へ至るなど、地中海全域に分布を拡大したが、2017年の時点ではその勢いはなくなり、アドリア海からも姿を消している。 |      |
| オオサンショウモ Salvinia molesta 要注意外来生物       | 熱帯アメリカ                                                                 | 観賞用・水質実験用に輸入された。生育速度が速く、取り扱いも簡単なため、富栄養化した湖沼の水質の浄化に利用できる一方で、大量に繁茂した本種が枯死して、逆に富栄養化を招くこともある。日本では1995年に愛知県豊橋市の河川で野外への定着が確認された。在来種のサンショウモと競合、駆逐する危険性が指摘されている。オーストラリアやアフリカでは在来水生植物を脅かし、水田の雑草となっている。     |      |
| スパルティナ・アングリカ Spartina anglica 特定外来生物 | ヨーロッパ、南北アメリカ、南アフリカ、オーストラリア、ニュージーランド、中国 | 汽水沿岸域の土砂流出抑制などの目的で導入された。種子の多くは不稔となるが、地下茎を急速に伸長させて旺盛に繁殖し、根茎や植物体断片からも再生できる。マコモなど他の種と強く競合し、単一の群落を形成することで、水鳥の餌場を招いたといった事例が報告されている他、カキ漁の阻害や枯死体が堆積することによる水路の流れの停滞などが懸念されている。                                               |      |
| ホテイアオイ Eichhornia crassipes 要注意外来生物       | 南アメリカ                                                                   | 花が美しく、観賞用として日本などで拡散した。繁殖力が非常に強く水面を覆い尽くすほど。寒さに弱いので冬期になると枯れるが腐敗して悪影響を与えるため、「青い悪魔」と呼ばれる。一方で中国のように、富栄養化が進んだ湖水を本種を用いて浄化し、その後水面から引き揚げた本種を家畜のエサに用いるなど、有効活用している国もある。                                                                   |      |
| ワカメ Undaria pinnatifida                             | 日本・朝鮮半島近海                                                           | 遊走子や配偶体がバラスト水に載って世界各地に拡散した。日本と朝鮮半島では食用にするが、他の地域ではほとんど食用にせず、さらには移入先の天敵皆無の環境下で一方的に増殖するので単なる害藻として扱われる。欧米などでは「海の雑草」とも呼ばれることがある。 |      |

## 陸上植物
| 和名・学名                                                  | 出自・原産地                                                     | 被害の現状 | 画像 |
| ----------------------------------------------------------- | ---------------------------------------------------------------- | --- | ---- |
| アカキナノキ Cinchona pubescens 要注意外来生物              | 南アメリカ                                                       | マラリアの特効薬であるキニーネを生産するための有用な樹種として、太平洋諸島に導入されたが、旺盛な繁殖力により在来植物の生育を阻害する結果を招いた。高い再生力と除草剤への耐性を有し、防除が難しい。日本では薬用植物園で栽培されているが、野外に逸出はしていない。 |      |
| アメリカクサノボタン Clidemia hirta 要注意外来生物          | メキシコからパラグアイにかけてのカリブ海沿岸                     | 有毒な低木で、草原や森林に侵入し、光を巡って他の植物と競合。開けた場所で優占種となり密生した藪を形成する。降水量が多い地域では多数の液果をつけ、1果実当たりの種子数は300個にもなる。果実は食用にもなるが、これを好む鳥により散布されさらに個体数を増やす。インド・太平洋諸島、マダガスカル、スリランカ、フィジー、ハワイで Curse 呪い、祟りと呼ばれるほど嫌われている。日本では温室等で栽培されるが、野生化したとの報告はない。 |      |
| イタドリ Polygonum cuspidatum                               | 北海道西部以南の日本、台湾、朝鮮半島、中国                       | 19世紀に園芸花卉としてイギリスに輸出されたが、旺盛な繁殖力からたちまち在来種の植生を脅かす外来種となった。地下茎をむやみに伸ばして増えるのが特徴で、この地下茎がまたコンクリートやアスファルトを突き破るほど強靭。イギリスのスウォンジーではその土地にイタドリの生えている痕跡が認められると、銀行が土地を担保にローンを貸してくれないほどであり、アメリカでも同様に被害が出ている。日本では在来植物であり、山菜として親しまれている。 |      |
| エゾミソハギ Lythrum salicaria                              | ヨーロッパ、アジア、北西アフリカ                                 | 北アメリカおよびニュージーランドに導入され、天敵不在の環境と多産性から瞬く間に増殖した。川や運河をせきとめ、在来の生態系を破壊することで問題視されている。日本では北海道に自生しているため、外来生物法に基づいた指定はない。 |      |
| オオバノボタン Miconia calvescens 要注意外来生物            | 中南米                                                           | 美しい葉を持つので観葉植物として熱帯各地に導入された。密林の樹下のような日の射さない場所でも密生し、ただでさえ乏しい日光をさらに大きな葉で遮るため、その下にはまったく日が届かなくなり、何も生えてこず結果単一優勢種となり在来の植生をかき乱す。さらにこの大きな葉で雨を受け、集まった大量の水滴が地面を直撃し、侵食された土壌が流出し荒廃する。日本では沖縄や温室で栽培されているが、野生化はしていない。 |      |
| オプンティア・ストリクタ Opuntia stricta 要注意外来生物     | 中南米                                                           | 代表的なウチワサボテンの一つ。非常に強健な植物で、世界各地の荒地に侵入、定着している。繁殖は実生の他、栄養繁殖もする。駆除の際、破片を残すと、かえって増える場合がある。細かい刺が多数ついており、人間や家畜に被害が発生する。サボテン科では、他にも杢キリン（葉を持つ蔓性のサボテン）や新橋（紐状のサボテン）も適応性が高く、各地に侵入している。日本での野生化の報告はない。 |      |
| カエンボク Spathodea campanulata 要注意外来生物             | 西アフリカ                                                       | 世界三大花木の一つ。園芸目的で熱帯、亜熱帯の各地に導入された。パイオニア性や多産性、強靭な生命力といった侵略的外来種特有の特徴を有し、実際アメリカ、オーストラリアなど太平洋各地で野生化している。ハワイなど多数の固有種からなる植物相を有する太平洋の島嶼部の生態系への侵入が懸念されている。日本では沖縄など暖地に植栽されているが、野外逸出はしていない。 |      |
| カユプテ Melaleuca quinquenervia 要注意外来生物             | オーストラリア東岸域                                             | フトモモ科植物の例に漏れず、成長に大量の水を必要とするので、フロリダの沼沢地を乾燥させるため、ヘリコプターで種子が散布されたが、そこから大量の種子をばら撒き、果てはエバーグレーズ国立公園にまで侵入し、在来生物をおびやかす存在となった。これもフトモモ科植物の特徴であるが、精油には芳香があるので、アロマテラピーに用いられる。 |      |
| キバナシュクシャ Hedychium gardnerianum 要注意外来生物      | インド、ネパール、ブータンのヒマラヤ山系                         | 花が美しいので観賞用として世界各地に移入された。多数の実を付け、それが鳥によって散布されるほか、根の小さな断片からでも再生ができる。耐陰性があるので密林の樹下でも十分成長ができ、爆発的に個体数を増やす。河岸の下層に広大で密生した群落を形成し、他の植物を駆逐。在来植物の実生の生育を阻害し、森林構造を変化させる。日本では沖縄など暖地や植物園で植栽されているが、野外逸出はしていない。 |      |
| キバンジロウ Psidium cattleianum 要注意外来生物             | ブラジル及びその周辺地域                                         | 別名はテリハバンジロウで、英名はストロベリーグアバ。果実は熱帯果樹として有名なグアバより味が良く、熱帯、亜熱帯の各地に導入された。日陰でもよく育ち、また塩分にも強いので、密林の下や波を被るような悪環境すら厭わずどこにでもはびこり、栄養繁殖を頻繁に行って密生した藪を形成して単一優先種化し、在来の固有植物の成長を阻害する。種子生産量も多く、そのほとんどが稔性が高い。甘い果実は鳥獣の格好のエサになり、摂食した鳥獣によって種子が散布され個体数を増殖させる。天敵による駆除や防除は、同属近縁種で商業的に重要なグアバをも標的にしてしまうため困難を極める。日本では小笠原諸島に侵入しており、固有種のムニンヒメツバキの成長を阻害しているとの報告がある。またシクンシ科の固有種モモタマナと競合することが懸念されている。 |      |
| キミノヒマラヤキイチゴ Rubus ellipticus 要注意外来生物      | アジア                                                           | 地下茎でとめどなく増殖し、甘い液果を付けるので、これらを好む鳥獣に捕食され散布されることでも個体数を増やす。侵入したハワイでは在来のキイチゴ類が駆逐された。日本には同属の別種の侵入が認められているが、本種の侵入は確認されていない。 |      |
| ギンネム Leucaena leucocephala 要注意外来生物               | 中南米                                                           | 多目的に有用な植物として世界中の熱帯、亜熱帯にあたる地域に導入された。かなり深くに根を下ろし、その根から水を吸い上げるため旱魃に強い。マメ科に近い本種は根に空中窒素固定作用を有する根粒菌を共生させているため、貧栄養の状態であっても極端に成長が早い。さらにアレロパシー物質のミモシンを分泌するため、すぐさま本種のみで林を形成して他種を駆逐し、本来こういった場所において優占種となるべき当該地域の固有植物群への遷移を疎外している。日本では、沖縄県や小笠原諸島に導入されたが、本種の好む日当たりの良い空き地や、耕作放棄された田畑は大抵本種に占拠されており、在来固有種の生育を阻害している。 |      |
| クズ Pueraria lobata var. lobata                            | 日本列島、朝鮮半島、中国、東南アジア                             | 北アメリカでは、イシミカワと並ぶ最悪の害草。1876年にフィラデルフィアの独立百年祭博覧会の際に日本から運ばれて飼料作物および庭園装飾用として展示されたのをきっかけとして、東屋やポーチの飾りとして使われるようになった。さらに緑化・土壌流失防止用として政府によって推奨され、20世紀前半は持てはやされた。しかし、その後のアメリカでの畜産の業態変化から利用されなくなり、繁茂力の高さや拡散の早さから、有害植物ならびに侵略的外来種として指定され、駆除が続けられている。 |      |
| サンショウモドキ Schinus terebinthifolius 要注意外来生物    | 南アメリカ                                                       | 先駆植物であるため、人の手による開発でかく乱された場所にいちはやく侵入し、他の植物より早く成長する。耐塩性を中程度に有するほか、洪水、火災、旱魃などさまざまな障害に対しての耐性を有するので、簡単に他の植物を圧倒し単一優先種と化す。特に、マツの自然林、マングローブ林、湿地、で問題視されている。日本ではおそらく米軍が占領中に持ち込んだ荷物から侵入し、小笠原に定着しているものの、沖縄には侵入していない。 |      |
| セイロンマンリョウ Ardisia elliptica 要注意外来生物         | スリランカ、インド西岸、マレーシア、インドシナ半島、インドネシア | 園芸樹、果樹として、オーストラリア、アメリカ、太平洋諸島へ導入され、侵略的外来種となった。日陰で10年、日向ならわずから2年で成木となる。日向に植林された成木は、最高400の果実を産出でき、日陰でも多数の実を生らす。種子には休眠期間がなくすぐに発芽し、若木は何年もの間、日陰のような悪条件のもとでも生存が可能。その後日が当たると急速に成長し実を生らす。果実は鳥獣により摂食され、そこからさらに散布される。 |      |
| タマリクス・ラモシッシマ Tamarix ramosissima 要注意外来生物 | ユーラシア全域                                                   | 氾濫原、潅漑水路、湖岸などに生育し、塩性地やアルカリ土壌も厭わない。在来の水生生物にまったく利用されないので水路では根や折れた枝が島状に堆積し、砂利の多い景観を変化させ水環境に影響を及ぼす。また長期間の水ストレスに耐えることができ、アメリカ南西部の砂漠にある氾濫原群集で単一優占種と化している。葉の堆積物や枝は野火を起こしやすく、野火で在来の動植物が破壊された後に、盛んに萌芽再生を行いさらに個体数を増やす。 |      |
| ダンチク Arundo donax                                       | ユーラシアの亜熱帯域                                             | アメリカでは1820年代に屋根葺き材として南ヨーロッパからロサンゼルス近郊へ導入され、大陸を横断し、いまでは東海岸にまで侵入している。オーストラリア、ニュージーランドへも導入された。侵入先では河岸に密生し、単一優先種となることで在来生物相に影響を与える。しかしながら土中水中から砒素や重金属など汚染物質を効率的に回収する、屋根葺き材として以外にも木管楽器のリードとして利用できる、バイオ燃料の原料になるなどの利点も少なくない。 |      |
| チガヤ Imperata cylindrica                                  | 汎存種(ユーラシア、アフリカ、オーストラリア)                     | 地下にことさら頑丈な匍匐茎を張るので除去が困難であり、世界最強の雑草という称号すらある。特に熱帯から亜熱帯にかけての雨季と乾季のはっきりした地域では非常によく繁殖し、本種のみで構成された草原がより広範囲、恒常的に存在する場所もある。東南アジアなどで森林を破壊するとアランアランと呼ばれる草原になりやすく、そうなると遷移を妨害してなかなか森林が回復しないと言われる。なお本種は汎存種であるのでアメリカ大陸を除く世界中では在来種で、被害が特に問題になっている東南アジアでも当然ながられっきとした在来種である。 |      |
| ハギクソウ Euphorbia esula 絶滅危惧IA                       | 中央及び南ヨーロッパ、ヒマラヤ以北の東アジア                     | 19世紀初頭に、非意図的に米国に移入され、最初に記録されたマサチューセッツ州から約80年でノースダコタ州にまで到達した。トウダイグサ科の例に漏れず有毒なので家畜による捕食が期待できず、また断片から一個体を復元できるなど栄養繁殖を繰り返し爆発的に増加する。しかし日本のハギクソウは愛知県の海浜に細々と生き残る絶滅危惧種。本種の亜種 E. esula L. var. nakaii とされるが、別種 E. octoradiata に分類されることもある。 |      |
| ハリエニシダ Ulex europaeus 要注意外来生物                  | 西ヨーロッパ                                                     | 日当たりの良い所を好み、土壌環境に対する適応性が大きい。アリによる種子の散布と、根茎を通じての繁殖で個体数を増やす。枝に鋭く長い棘を有し、これで家畜の体を傷つけるほか、抜き取りによる防除も厄介なものとなる。1886年に小石川植物園（東京）で栽培の記録があり、明治初年ごろに観賞用に導入された。1950年に横浜市での定着が記録されており、現在では本州（神奈川、和歌山、島根）、四国などへの定着が報告されている。 |      |
| ヒマワリヒヨドリChromolaena odorata 要注意外来生物          | 熱帯アメリカ                                                     | 攪乱された日当たりの良い、畑地、樹園地、牧草地、路傍、林縁、低木林、荒地、川岸などに生育する。雨期後の種子繁殖が多く、1個体当たりの種子生産量は87,000個、1㎡当たりでは 400,000個との報告があり、着地後すぐに発芽するほか、火事にあったり刈り取られたり古い茎が枯死すると根茎から再生するので駆除は困難を極める。アレロパシー作用があるので、他の植物を寄せ付けず、単一で密生した藪を形成するほか、アレルギーの原因植物とも言われておりトリフィドと呼ばれるまで嫌われている。侵入した南アフリカでは養殖ナイルワニの繁殖を阻害している。日本では沖縄に定着したとの報告があるが、分布拡大にまでは至っていない。 |      |
| フランスカイガンショウ Pinus pinaster 要注意外来生物        | 地中海西部沿岸域                                                 | 原産地以外では、イギリス南部、南アフリカ、オーストラリア、ニュージーランドに帰化しているが、パイオニア植物としての性質ゆえ各地で厄介な外来種として扱われる。なお原産地のヨーロッパでは製材樹として重要な扱いを受けている。防除方法としては、機械的に倒伏させるのが最も有効とされている。日本では明治以降、たびたび記念樹や庭園樹などとして各地に植栽されているが、在来のアカマツ、クロマツ同様マツ材線虫病に対する感受性が高いため、被害に遭い枯死しているのが現状である。 |      |
| プロソピス・グランドゥロサ Prosopis glandulosa              |                                                                  | |      |
| ホザキサルノオ Hiptage benghalensis                         |                                                                  | |      |
| ツルヒヨドリ Mikania micrantha                              |                                                                  | |      |
| ミツバハマグルマ（アメリカハマグルマ） Wedelia trilobata    |                                                                  | |      |
| ミモザ・ピグラ Mimosa pigra                                 |                                                                  | |      |
| ミリカ・ファヤ Myrica faya                                  |                                                                  | |      |
| モリシマアカシア Acacia mearnsii                            | オーストラリア南東部、タスマニア                                 | 南アフリカなどでは本種が林冠を拡げることで日光を遮ってしまい、在来種の植物の生育を妨げている。 |      |
| ヤツデグワ Cecropia peltata                                 |                                                                  | |      |
| ランタナ Lantana camara                                     |                                                                  | |      |
| リグストルム・ロブストゥム Ligustrum robustum               |                                                                  | |      |

## 微生物
| 和名・学名                                    | 出自・原産地 | 被害の現状                                                                     | 画像 |
| --------------------------------------------- | ------------ | ------------------------------------------------------------------------------ | ---- |
| アファノマイセス菌 Aphanomyces astaci         |              | ザリガニカビ病の原因菌。                                                       |      |
| エキビョウキン Phytophthora cinnamomi         |              | パイナップルの心腐病の原因菌。なお、「エキビョウキン」はPhytophthora属の総称。 |      |
| カエルツボカビ Batrachochytrium dendrobatidis |              | カエルツボカビ症の原因菌。両生類の減少の大きな要因の1つといわれる。            |      |
| クリ胴枯病菌 Endothia parasitica              |              |                                                                                |      |
| 鳥マラリア原虫 Plasmodium relictum            |              |                                                                                |      |
| ニレ立枯病菌 Ophiostoma ulmi                  |              | ニレ立枯病（Dutch elm disease）の原因菌。                                      |      |
| バナナ萎縮病ウイルス                          |              | バナナ萎縮病の原因ウイルス。ナノウイルス科。                                   |      |

## 過去に指定されていた生物
| 和名・学名   | 出自・原産地 | 被害の現状                                 | 画像 |
| ------------ | ------------ | ------------------------------------------ | ---- |
| 牛疫ウイルス |              | 牛疫の原因ウイルス。パラミクソウイルス科。 |      |